# Xã Waterford, Quận Clay, Iowa
Xã Waterford (tiếng Anh: Waterford Township) là một xã thuộc quận Clay, tiểu bang Iowa, Hoa Kỳ. Năm 2010, dân số của xã này là 200 người.